# Aulnay-sous-Bois
 Aulnay-sous-Bois  es una comuna francesa situada en el departamento de Sena-San Denis, de la región de Isla de Francia. Forma parte de la aglomeración urbana parisina.

## Demografía
| 580 | 536 | 563 | 513 | 577 | 584 | 611 | 622 | 637 | 646 | 646 | 680 | 627 | 765 | 780 | 1 012 | 1 306 | 1 878 | 2 829 | 4 417 | 7 141 | 11 928 | 21 636 | 31 426 | 31 763 | 32 356 | 38 534 | 47 507 | 61 521 | 78 137 | 75 996 | 82 314 | 80 021 | 81 200 | 82 513 | 81 880 | 85 740 |
| Para los censos de 1962 a 1999 la población legal corresponde a la población sin duplicidades (Fuente: INSEE [Consultar]) |     |     |     |     |     |     |     |     |     |     |     |     |     |     |       |       |       |       |       |       |        |        |        |        |        |        |        |        |        |        |        |        |        |        |        |        |

## Actividad económica

Aulnay-sous-Bois en la Petite Couronne parisina.

| Nombre                           | Actividad                        | Volumen de negocios | Web                  |
| -------------------------------- | -------------------------------- | ------------------- | -------------------- |
| XEROX-FRANCE                     | Equipos de oficina e informática | 996 565 000 €       | http://www.xerox.fr  |
| DÉPÔTS GAUX PHARMA               | Distribución farmacéutica        | 410 951 000 €       |                      |
| SOPROREAL (L’ORÉAL)              | Cosméticos                       | 140 200 000 €       | http://www.loreal.fr |
| XEROX DOCUM. SUPPLIES            | Consumibles para oficina         | 68 707 000 €        |                      |
| POWER CONTROLS-FRANCE (VYNCKIER) | Material eléctrico               | 58 888 000 €        |                      |
| LOGISTIQUE FRET                  | Transporte                       | 32 759 000 €        |                      |
| GARONOR (AGF)                    | Almacenaje                       | 30 819 000 €        |                      |
| PARIS NORD AUTOMOBILES           | Concesionario de automóviles     | 30 265 000 €        |                      |
| SOLDIS                           | Revestimientos                   | 28 956 000 €        |                      |